# Jesus Arias Aranzueque
Jesús Arias Aranzueque (Madrid, 1960 - Zumarraga, País Basc, 22 d'abril de 1992) va ser un actor i delinqüent espanyol. Va realitzar dues pel·lícules, la coproducció hispanofrancesa Deprisa, deprisa (Carlos Saura, 1981), guanyadora aquest mateix any del Os d'Or a la millor pel·lícula al Festival Internacional de Cinema de Berlín i El bosque animado (José Luis Cuerda, 1987).
Veí d'un barri marginal de Madrid, va ser reclutat per Saura en un càsting per a actors no professionals.
Després del rodatge i abans de l'estrena, Jesús Arias va ser detingut, passant per la presó de Carabanchel i altres centres penitenciaris.
El 1987 va ser reclutat per José Luis Cuerda, per interpretar un petit paper a El bosque animado.
Va morir a Zumárraga abans de complir els 32 anys. Les seves restes, no reclamades, van ser incinerades en 2007.